# Halichondria axinelloides
Halichondria axinelloides är en svampdjursart som beskrevs av Swartschevsky 1905. Halichondria axinelloides ingår i släktet Halichondria och familjen Halichondriidae.
Artens utbredningsområde är Svarta Havet. Inga underarter finns listade i Catalogue of Life.